# Chionosphaera lichenicola
Chionosphaera lichenicola är en lavart som beskrevs av Alstrup, B. Sutton & Tønsberg 1993. Chionosphaera lichenicola ingår i släktet Chionosphaera och familjen Chionosphaeraceae.   Inga underarter finns listade i Catalogue of Life.